# Luka Lukanić
Luka Lukanić, né le 3 mai 2004 à Zagreb en Croatie, est un footballeur croate qui joue au poste de milieu de terrain au Jong Genk.

## Biographie

### En club
Né à Zagreb en Croatie, Luka Lukanić est formé par le Dinamo Zagreb. Le 14 octobre 2022, Lukanić signe son premier contrat professionnel avec le Dinamo.
Le 2 août 2023, il joue son premier match de Ligue des champions contre le FK Astana. Il entre en jeu et son équipe s'impose par deux buts à zéro.

### En sélections nationales
Luka Lukanić représente l'équipe de Croatie des moins de 18 ans, faisant sa première apparition le 5 octobre 2021 contre la Belgique. Il entre en jeu et son équipe s'incline (2-1 score final). Lukanić joue un total de sept matchs avec cette sélection entre 2021 et 2022.